# Kazimierz Biskupi (gromada)
Kazimierz Biskupi – dawna gromada, czyli najmniejsza jednostka podziału terytorialnego Polskiej Rzeczypospolitej Ludowej w latach 1954–1972.
Gromady, z gromadzkimi radami narodowymi (GRN) jako organami władzy najniższego stopnia na wsi, funkcjonowały od reformy reorganizującej administrację wiejską przeprowadzonej jesienią 1954 do momentu ich zniesienia z dniem 1 stycznia 1973, tym samym wypierając organizację gminną w latach 1954–1972.
Gromadę Kazimierz Biskupi z siedzibą GRN w Kazimierzu Biskupim utworzono – jako jedną z 8759 gromad na obszarze Polski – w powiecie konińskim w woj. poznańskim, na mocy uchwały nr 25/54 WRN w Poznaniu z dnia 5 października 1954. W skład jednostki weszły obszary dotychczasowych gromad Kamienica, Kazimierz Biskupi, Kozarzew, Kozarzewek i Nieświastów, ponadto miejscowość Solnica z dotychczasowej gromady Jóźwin, miejscowość Wygoda z dotychczasowej gromady Słaboludz, miejscowości Bieniszew i Sowiagóra z dotychczasowej gromady Włodzimirów oraz miejscowości Mokra i Trzykopce z dotychczasowej gromady Głodowo – ze zniesionej gminy Kazimierz Biskupi w tymże powiecie. Dla gromady ustalono 27 członków gromadzkiej rady narodowej.
1 stycznia 1958 do gromady Kazimierz Biskupi włączono miejscowość Jóźwin kolonia ze zniesionej gromady Sławęcinek oraz miejscowość Włodzimierzów z gromady Gosławice w tymże powiecie.
31 grudnia 1971 do gromady Kazimierz Biskupi włączono miejscowości Anielewo, Bałuty, Bochlewo, Bochlewo Pierwsze, Bochlewo Drugie, Budy, Cząstków, Cząstków Folwark, Dobrosiołowo, Dobrosiołowo Pierwsze, Dobrosiołowo Drugie, Dobrosiołowo Trzecie, Komorowo-Kolonia, Płoski, Raj, Stefanowo, Tokarki, Tokarki Pierwsze, Tokarki Drugie i Wierzchy ze zniesionej gromady Dobrosołowo w tymże powiecie.
Gromada przetrwała do końca 1972 roku, czyli do kolejnej reformy gminnej. 1 stycznia 1973 w powiecie konińskim reaktywowano gminę Kazimierz Biskupi.